# Anwälte im Einsatz – Spezial
Anwälte im Einsatz – Spezial ist eine deutschsprachige Pseudo-Doku, die vom 22. Juni bis zum 3. Juli 2015 wochentags auf dem Fernsehsender Sat.1 ausgestrahlt wurde.

## Inhalt und Handlung
In der Sendung werden (vermeintlich) echte Straftaten und Fälle von Schauspielern nachgestellt. Die Fälle werden von den aus Anwälte im Einsatz bekannten Anwälten Bernd Römer, Niklas Dittberner, Ulrike Tašić und Brygida Braun kommentiert. Bei den Fällen handelt es sich um Alltagssituationen wie Nachbarschaftsstreit, Belästigung oder Stalking. Es besteht Ähnlichkeit zum ebenfalls von filmpool Film- und Fernsehproduktion ins Leben gerufenen Format Verklag mich doch! oder Hilf mir doch! (VOX).

## Sendeplatz
Anwälte im Einsatz – Spezial übernahm ab dem 22. Juni 2015 den früheren Sendeplatz von Im Namen der Gerechtigkeit – Wir kämpfen für Sie! und war seitdem täglich von 15:00 bis 16:00 Uhr zu sehen. Anschließend ist, wie zuvor, die normale Version zu sehen. Die Wiederholungen der Folgen liefen im Sat.1-Nachtprogramm täglich um 4:45 Uhr.